# Festival Beauregard
Pour les articles homonymes, voir Beauregard.
Créé en 2009, le Festival Beauregard est un festival de musique se déroulant dans le parc du château de Beauregard en Normandie, à Hérouville-Saint-Clair dans l'agglomération caennaise.

## Présentation

### Historique
La première édition du Festival Beauregard a eu lieu en 2009 sous l'impulsion de Paul Langeois, directeur-programmateur du Big Band Café, Salle de Musiques Actuelles hérouvillaise, Claire Lesaulnier, régisseuse et organisatrice de concerts, et Patrick Simon, gérant de l'agence de communication Kafé Crème France.
Le festival étant porté jusqu'alors par l'association du Big Band Café, une société prend le relais pour la 4e édition afin de mieux répartir les rôles et les risques. Myster Black Productions voit le jour, regroupant les 3 fondateurs, rejoints par Dominique Revert, cofondateur de la société de production Alias-Production.
En 2018, ce fut non pas un Before mais un Day After avec la présence de Depeche Mode qui fait entrer Beauregard dans le top 10 des festivals français avec 108 000 festivaliers.
Depuis 2019, le Festival s'installe définitivement sur 4 jours, avec non plus une tête d’affiche et une seule scène, mais un vrai 4e jour. Une nouvelle formule réussie puisque 26 000 festivaliers étaient présents le jeudi 4 juillet 2019 et 108 000 ont foulé les clairières de Beauregard tout au long de ces 4 jours. Un record et une réussite égalés à tous les niveaux : accueil du public, des artistes, reconnaissance médiatique et des productions nationales.
En 2020 et en 2021, les éditions sont annulées en raison de la pandémie de Covid-19 en France.
En 2021, Beauregard revient au Zénith en organisant un évènement automnal pour faire patienter son public, ses équipes, ses prestataires et ses partenaires. Le Festival investit alors le Zénith de Caen et invite Catherine Ringer, Yelle & Yuksek. Jusqu'aux 24 coups de minuit, sur le parvis, dans la salle, la fosse ou le hall.
En 2022, le Festival Beauregard revient et, après deux ans, sur 5 jours avec le retour du Day Before le mercredi 6 juillet avec en tête d’affiche : Muse. 
Indochine est la tête d'affiche de l'édition 2023 dont la réservation est complète dès le mois de mars, avec 150 000 festivaliers attendus.

### Budget
En 2017, il est de 3,8 millions d'euros et de 8 millions en 2022.
En 2024, le budget du festival est de 10,5 millions.

## Programmation

### Édition 2024
Mercredi 3 Juillet 2024 : Maddy Street, Zara Larsson et David Guetta
Jeudi 4 Juillet 2024 : The Eternal Youth, Nieve Ella, Josman, IDLES, SCH, Bring Me The Horizon, Justice et Boombass accompagné de Étienne de Crécy & de DJ Falcon
Vendredi 5 Juillet 2024 : Jean, Hervé, La Fève, Niska, Etienne Daho, Bigflo & Oli, Parcels, The Prodigy, NTO et Purple Disco Machine
Samedi 6 Juillet 2024 : Fishtalk, Fat White Family, Bat for Lashes, Werenoi, Véronique Sanson, Black Pumas, Zola, Zaho de Sagazan, LCD Soundsystem, Archive et Mind Against
Dimanche 7 Juillet 2024 : Samba de la Muerte, Favé, Baxter Dury, Yodelice, L'Impératrice, Luidji, Calogero, Marc Rebillet et Massive Attack

### Édition 2023
Mercredi 5 juillet 2023 : Indochine, Coach Party, The Waeve
Jeudi 6 juillet 2023 : Lotti, Alias, Gazo, dEUS, Angèle, Blur (annulé) remplacé par Royal Blood, Royal Republic, Kungs
Vendredi 7 juillet 2023 : Cemented Minds, The Haunted Youth, Hamza, Pomme, Tamino, Interpol, Louise Attaque, Damso, M83, Perturbator
Samedi 8 juillet 2023 : Animal Triste, Bertrand Belin, Fatoumata Diawara, Leto & Guy2Bezbar, Anna Calvi, Nothing But Thieves, Jain, Alt-J, Lomepal, Irène Drésel, Vladimir Cauchemar
Dimanche 9 juillet 2023 : Hada, The Murder Capital, Suzane, Tiakola, Airbourne, PLK, Sting, Pedro Winter présente ED BANGER XX (annulé) remplacé par Boys Noize, Shaka Ponk

### Édition 2022
Mercredi 6 juillet : Bafang, Last Train, Muse
Jeudi 7 juillet : Own, Turnstile, Izia, Laylow, Madness, Clara Luciani, DJ Snake, Dirtyphonics Live
Vendredi 8 juillet : Annabella Hawk, Aime Simone, Dinos, Franck Carter and the Rattlesnakes, Rival Sons, Vianney, Ninho, Liam Gallagher, Jungle, Kas:st Live
Samedi 9 juillet : Cannibale, Goat Girl, Fishbach, Sleaford Mods, Josman, Juliette Armanet, Skunk Anansie, Metronomy, Orelsan, GusGus, Vitalic
Dimanche 10 juillet : You Said Strange, Lewis Ofman, Ko Ko Mo, General Elektriks, PNL, Feu! Chatterton, -M-, Sum 41, Martin Solveig

### Édition 2021
L'édition 2021 du festival n'aura pas lieu en raison de la pandémie de Covid-19. Le festival devait avoir lieu du 1er au 4 juillet 2021.

### Édition 2020
Pour l'édition 2020, le festival devait s'étendre sur quatre jours, comme l'édition précédente, du 2 au 5 juillet, à Hérouville-Saint-Clair, près de Caen (Calvados). Mais du fait de la crise de la pandémie de Covid-19 en France, cette édition est annulée.
Jeudi 2 juillet : Nekfeu, Metronomy, Philippe Katerine, Fat White Family, Hamza, SCH, Martin Solveig, Kompromat 
Vendredi 3 juillet : Madness, PNL, The Jesus & Mary, Chain, Last Train, Sum 41, Zola, The Murder Capital, Thylacine, Claptone 
Samedi 4 juillet : Roger Hodgson, Body Count, Catherine Ringer, Les Rita Mitsouko, Ninho, Parcels, Caballero & JeanJass, Giant Rooks, Bertrand Belin, Archibe, Perurbator, 
Dimanche 5 juillet : Nada Surf, Frank Carter & the Rattlesnakes, Massive Attack, M, Niska, Lorenzo, Of Monsters and Men, Fatoumata Diawara

### Édition 2019
En 2019, tout comme l'édition précédente, le festival s'étend sur quatre jours, du 4 au 7 juillet.
Jeudi 4 juillet 2019 : MNNQNS, Gringe, Therapie Taxi, Angèle, John Butler trio, Limp Bizkit, Fatboy Slim, Gossip
Vendredi 5 juillet 2019 : We Hate You Please Die, Fantastic Negrito, Tamino, Balthazar, Talisco, Bernard Lavilliers, Lomepal, Suprême NTM, The Blaze, Étienne de Crécy présente Space Echo
Samedi 6 juillet 2019 : Beach Youth, Clara Luciani, Idles, Flavien Berger, Columbine, Roméo Elvis, Ben Harper, Mac DeMarco, The Hives, Mogwai, Modeselektor
Dimanche 7 juillet 2019 : Embrasse Moi, Rendez-Vous, Bror Gunnar Jansson, Jeanne Added, PLK, Cat Power, Tears for Fears, Interpol, Disclosure
Fréquentation : 108 000 personnes.

### Édition 2018
En 2018, pour son 10e anniversaire, le festival s'étend sur quatre jours, du 6 au 9 juillet. Toutes les places disponibles sont vendues.
Vendredi 6 juillet 2018 : Bafang, J. Bernardt, L.A Salami, Hollysiz, Charlotte Gainsbourg, Orelsan, MGMT, Jack White, Petit Biscuit, Boris Brejcha.
Samedi 7 juillet 2018 : The baked beans, Dätcha Mandala, Nothing But Thieves, Eddy de Pretto, Julien Clerc, Black Rebel Motorcycle Club, Nekfeu, Simple Minds, The Offspring, Carpenter Brut, Soulwax.
Dimanche 8 juillet 2018 : Malo', Inüit, Parquet Courts, Oscar and the Wolf, The Breeders, Ibeyi, At the Drive-In, Bigflo et Oli, Macklemore.
Lundi 9 juillet 2018 : Concrete Knives, Girls in Hawaii, Depeche Mode.
Fréquentation : 108 000 personnes.

### Édition 2017

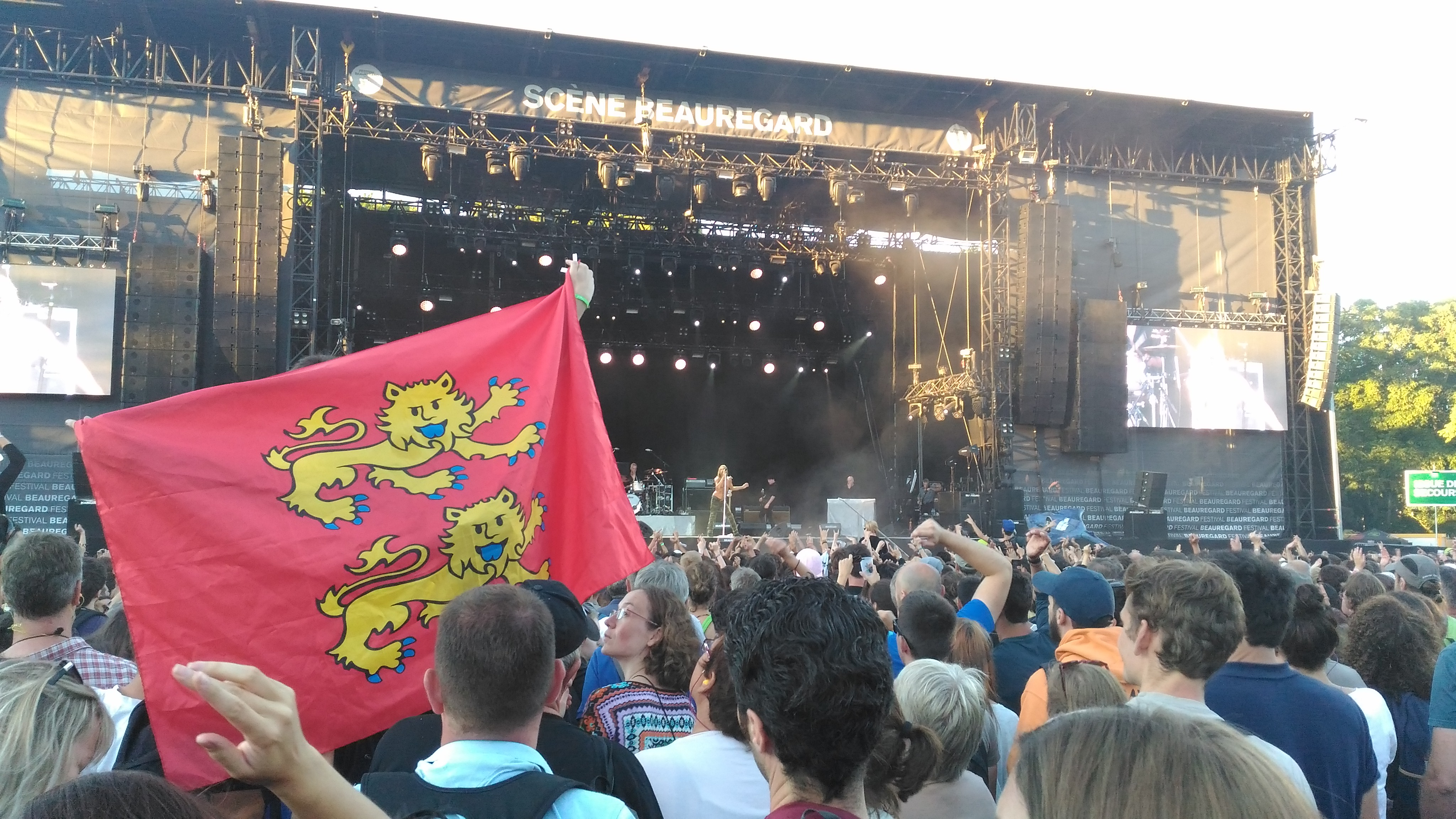
Iggy Pop au festival 2017.

En 2017, le festival revient à une formule sur trois jours et a lieu le deuxième week-end de juillet. Alors qu'aucun nom d'artiste n'a encore été annoncé, les 3 000 pass à prix réduit ont été vendus en huit heures. Le prix du billet journalier passe de 45 à 49 €.
Le 6 décembre, les deux premiers artistes sont annoncés : Placebo et le retour de Phoenix, déjà venu en 2010. Puis ce sont Die Antwoord et Iggy Pop qui sont annoncés le 15 décembre. La venue de Midnight Oil est officialisée le 17 février. La programmation complète est finalement dévoilée le 1er mars. Contrairement aux éditions précédentes, il n'est pas prévu de soirée le jeudi sur le site de Beauregard. Trois événements sont organisés dans le cadre du week before :  An Pierlé le 28 juin, Fishbach le 29 juin et Mathieu Boogaerts le 30 juin. Ces trois concerts ont lieu dans la chapelle de la direction régionale des Affaires culturelles de Normandie (ancienne chapelle du quartier des hommes du Bon Sauveur) qui ne peut accueillir plus de 100 personnes.
Vendredi 7 juillet 2017 : N3rdistan, Daisy et Léo, Warhaus, Her, Benjamin Biolay, Metronomy, Midnight Oil, Placebo, Møme, Boys Noize.
Samedi 8 juillet 2017 : M.P.L. (Ma Pauvre Lucette), AeroBrasil, Yak, Grandaddy (remplacé par Vald, annonce faite le 16 mai), Editors, Airbourne, Iggy Pop, Ibrahim Maalouf, Phoenix, Echo and the Bunnymen, Synapson.
Dimanche 9 juillet 2017 : Fake, Fai Baba, Tinariwen, House of Pain, Michael Kiwanuka, Jagwar Ma, Foals, Hubert-Félix Thiéfaine, Die Antwoord.
Fréquentation : 65 000 personnes sur trois jours.

### Édition 2016
Malgré une programmation jugée trop éclectique, le magazine Télérama présente Beauregard comme « le plus cosy des gros festivals de musique français ».

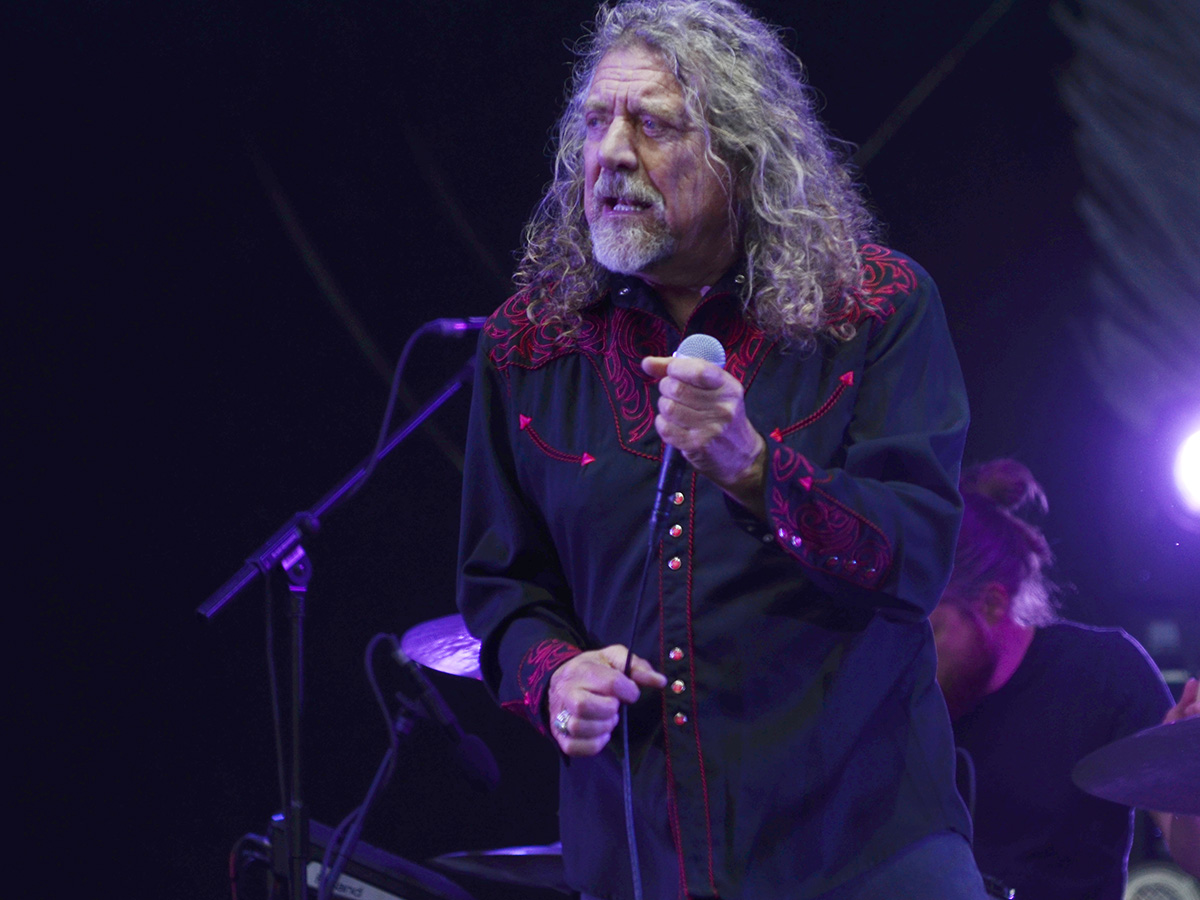
Robert Plant and The Sensational Space Shifters en 2016.

Jeudi 30 juin 2016 (before) : Gandi Lake, Last Train, Les Insus
Vendredi 1er juillet 2016 : AA, Nuit, The Brian Jonestown Massacre, Feu! Chatterton, Nekfeu, Beck, Ghinzu, The Chemical Brothers, The Shoes, Rone
Samedi 2 juillet 2016 : Shake the Ronin, Get Well Soon, The Horrors, Naive New Beaters, Brigitte, La Femme, Robert Plant & the sensational space shifters , Lilly Wood and the Prick, The Avener, The Kills, Fakear
Dimanche 3 juillet 2016 : Grand Parc, Grand Blanc, Jeanne Added, Jain, Lou Doillon, Beirut, PJ Harvey, Louise attaque, Jurassic 5
Fréquentation : 88 000

### Édition 2015

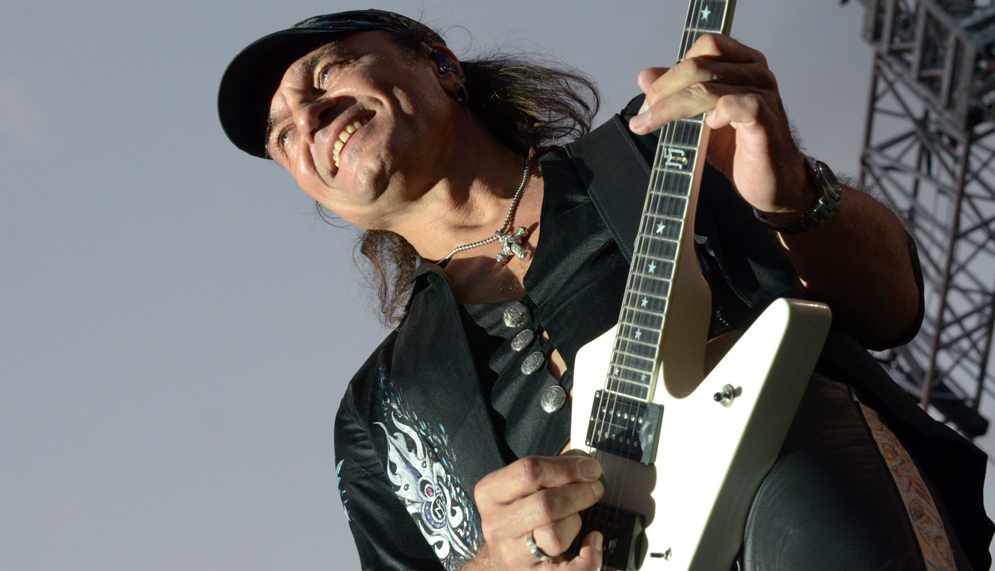
En 2015, les légendaires Scorpions sont les têtes d'affiche du "Before" de Beauregard. Ici, le guitariste Matthias Jabs.

Les dates de la septième édition du festival ont été annoncées début novembre et le festival s'est déroulé les 3, 4 et 5 juillet.
Lenny Kravitz est le premier nom à être dévoilé le 3 décembre. Sting  est annoncé une semaine plus tard. Le 17 décembre, John Beauregard annonce via sa page Facebook qu'un before nommé jour du culte viendra précéder le festival comme l'édition précédente et les éditions suivantes. Deux jours plus tard, la tête d'affiche de ce before est dévoilée : Scorpions. Un mois plus tard, le 23 janvier, John annonce avoir trouvé sa reine en Christine and the Queens qui jouera le vendredi 3 juillet, même jour qu'Alt-J annoncé quelques semaines plus tôt et qui était déjà venu en 2013.
Jeudi 2 juillet 2015 (before) : Headcharger, Crucified Barbara, Scorpions
Vendredi 3 juillet 2015 : Electric Octopus Orchestra, Gomina, Baxter Dury, Bo Ningen, Dominique A, Cypress Hill, Christine and the Queens, Alt-J, Jungle, Étienne de Crécy
Samedi 4 juillet 2015 : The Goaties, Marmozets, Talisco, The Strypes, Johnny Marr, Florence and the Machine, Julien Doré, The Dø, 2 Many DJ's
Dimanche 5 juillet 2015 : Mountain Men, My Summer Bee, George Ezra, Django Django, Asaf Avidan, Benjamin Clementine, Étienne Daho, Timber Timbre, Lenny Kravitz
Fréquentation : plus de 80 000 festivaliers sur quatre jours[réf. nécessaire]

### Édition 2014

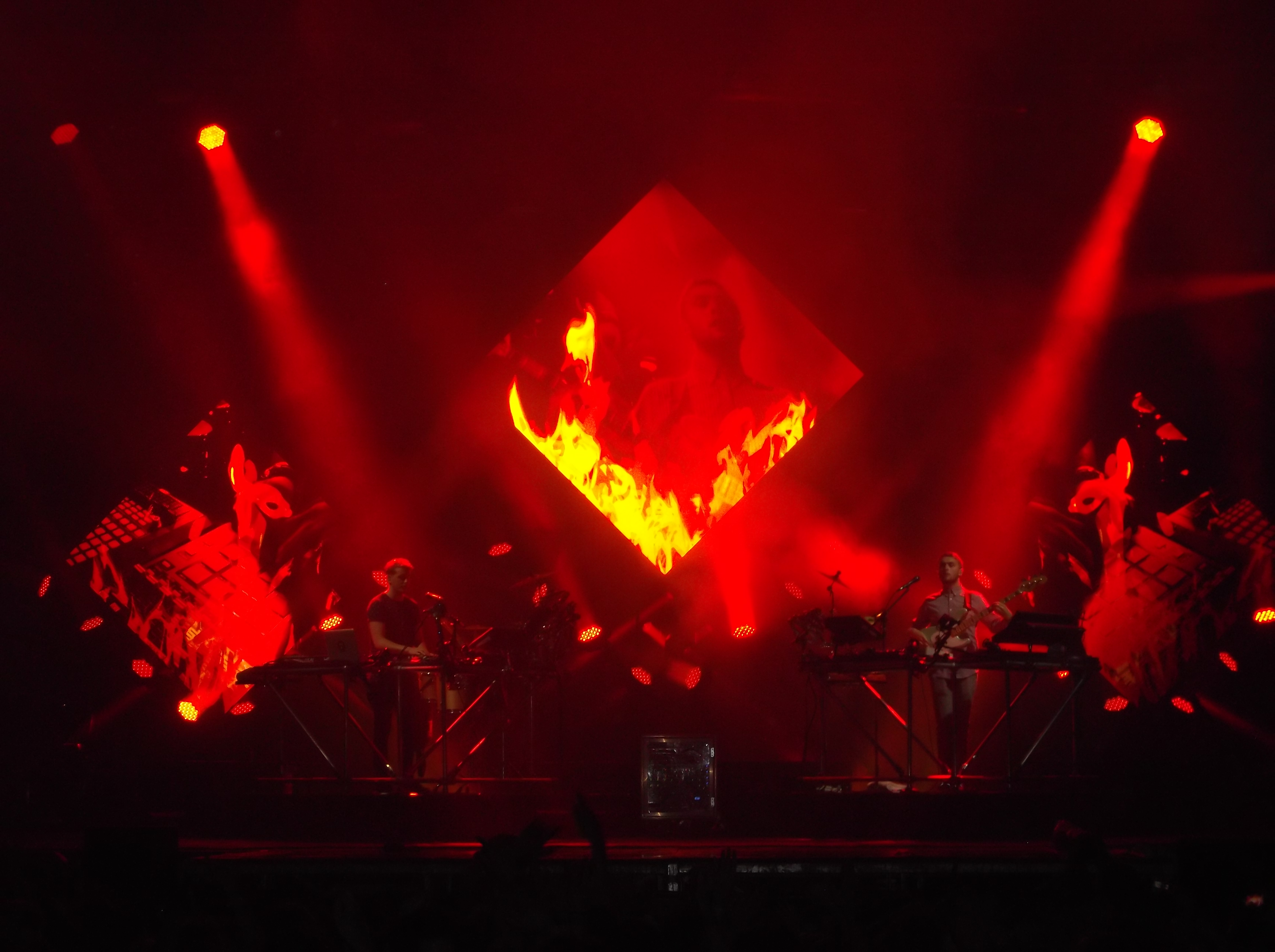
Disclosure à l'édition 2014.

Le 15 novembre 2013, l'organisation du festival dévoile les dates de l'édition 2014 : les 4, 5 et 6 juillet.
Le premier nom de la programmation est Pixies. Il a été donné via les réseaux sociaux le 4 décembre. Deux nouveaux noms sont dévoilés le 19 décembre : Blondie et Fauve. Le 28 janvier 2014, l'organisation surprend en programmant Stromae dans un Before Beauregard le 3 juillet 2014. Cette annonce a fait polémique auprès des fans du festival qui avaient acheté leur pass sans connaître la programmation puisqu'il faut rajouter 35€ (26€ pour les possesseurs d'un pass 3 jours) pour accéder au Before. London Grammar, The John Butler Trio et Madness sont annoncés le 4 février mais ce dernier annonce ne pas être au courant de leur venue en France et déprogramme leur concert à Beauregard le 11 mars. La programmation complète est dévoilée le 18 mars.
Jeudi 3 (before) : Gush, Gabriel Rios, Stromae
Vendredi 4 : MmMmM, Cats on Trees, The Dillinger Escape Plan, Midlake, London Grammar, Blondie, IAM, Shaka Ponk, Kavinsky et Disclosure.
Samedi 5 : Samba de la Muerte, Be Quiet, Zone Libre Extended, We Have Band, Foster the People, Angus & Julia Stone, Vanessa Paradis, Portishead, Fauve, Gesaffelstein.
Dimanche 6 : Portier Dean, Seasick Steve, Yodelice, Agnes Obel, Breton, Damon Albarn, The John Butler Trio, Pixies.

### Édition 2013

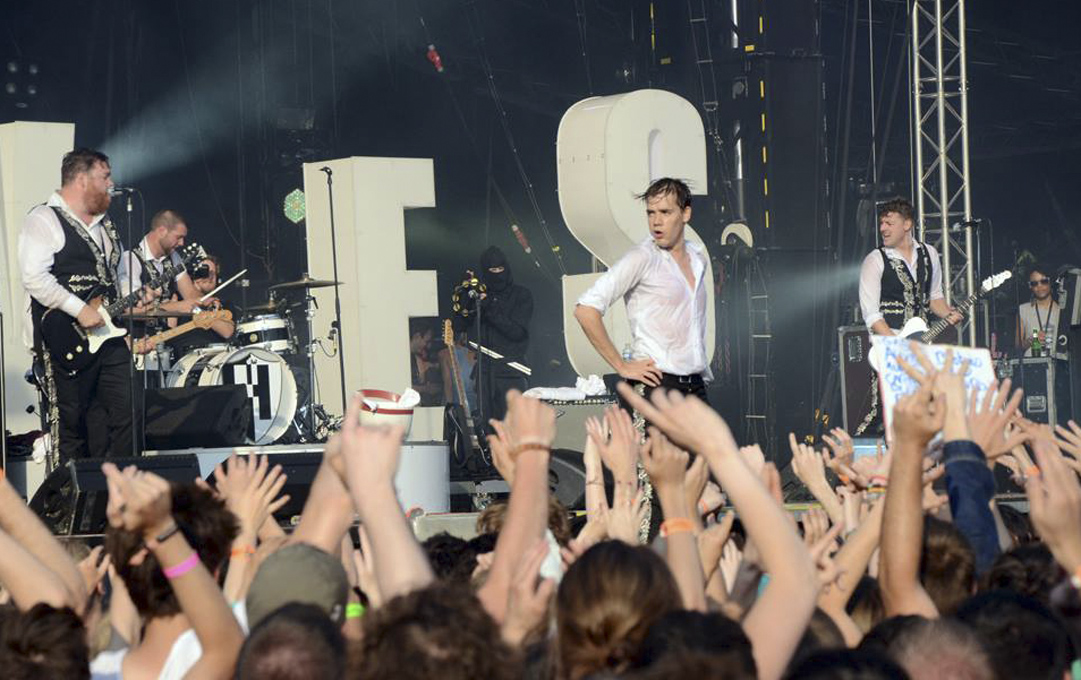
Le groupe suédois The Hives sur la grande scène en 2013.

Vendredi 5 : Matthieu Chedid, Wax Tailor and the Dusty Rainbow Experience, Alt-J, The Jon Spencer Blues Explosion, New Order, Local Natives, The Vaccines, Bow Low, Half Moon Run
Samedi 6 : The Smashing Pumpkins, Vitalic VTLZR, Miles Kane, Bat For Lashes, Bloc Party, The Lumineers, Jake Bugg, The Maccabees, Oxmo Puccino, Rover, Gablé
Dimanche 7 : Nick Cave and the Bad Seeds, C2C, Dead Can Dance, Skip the Use, The Hives, Benjamin Biolay, Olivia Ruiz, Balthazar, Juveniles, Fakear

### Édition 2012

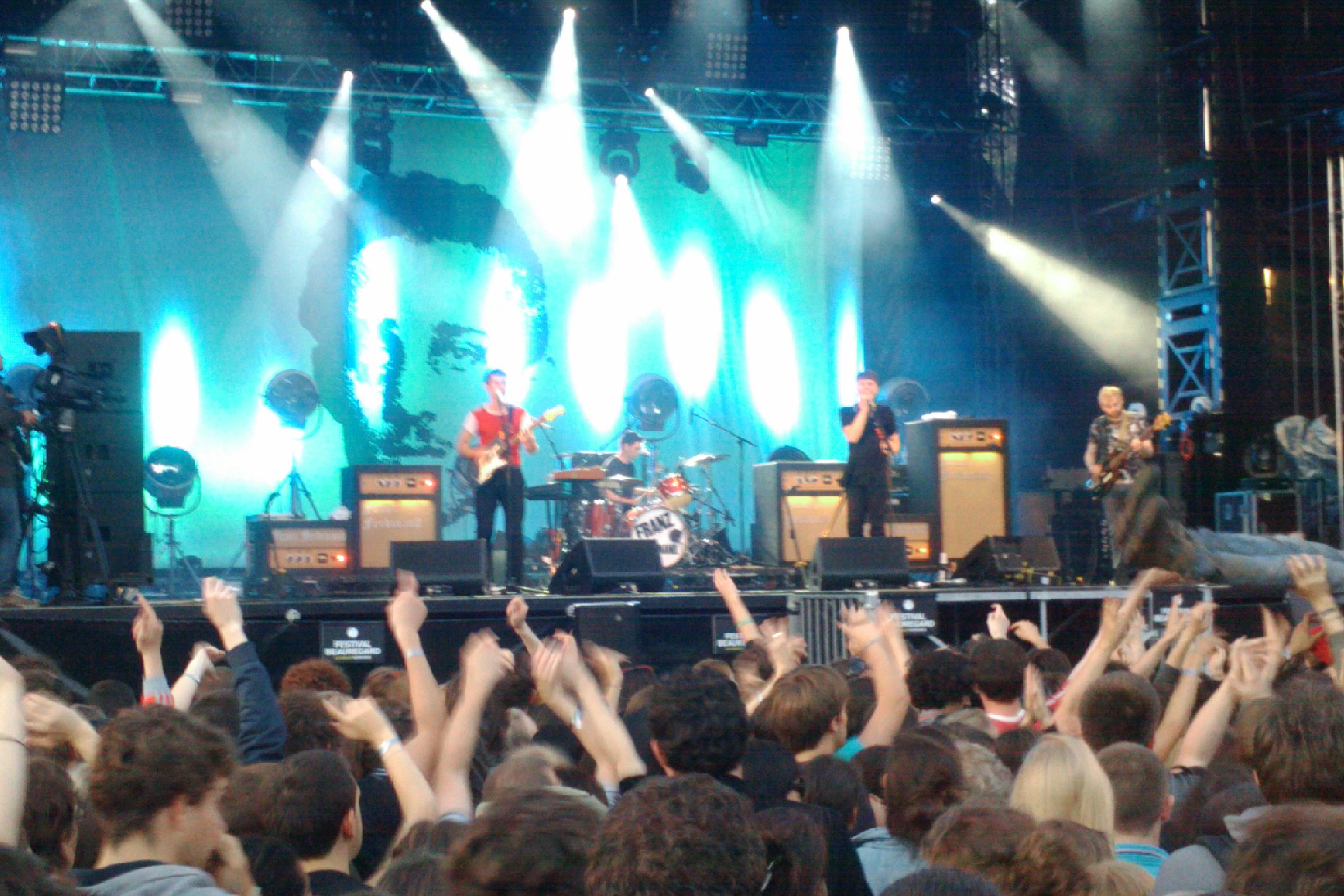
Franz Ferdinand

L'édition 2012 s'est déroulée comme la précédente sur trois jours, les 6, 7 et 8 juillet.
Les premiers noms de la programmation tombent fin décembre 2011 et début janvier 2012 : Franz Ferdinand, Metronomy, Pony Pony Run Run, Selah Sue et Izïa. La venue de Gossip, déjà présent lors de la première édition en 2009 est annoncée le 7 février 2012. Le 29 février, The Kills et Thomas Dutronc viennent s'ajouter à la programmation. Le reste des noms sera annoncé le 20 mars. SFR Live concerts retransmet en direct certains concerts de l'édition de 2012.
Vendredi 6 : Olivier Depardon, The Lanskies, Miossec, Killing Joke, Selah Sue, Dionysos, Shaka Ponk, The Kills, Superpoze (remplace le groupe Hot Chip), Metronomy.
Samedi 7 : Léa Solex, Other lives, Dominique A, Izïa, Kaiser Chiefs, Tindersticks, Jean-Louis Aubert, Sébastien Tellier, Gossip, Orelsan, The Bloody Beetroots.
Dimanche 8 : The Aerial, Death in Vegas, Thomas Dutronc, Brigitte, Garbage, Camille, Franz Ferdinand, Pony Pony Run Run, Paul Kalkbrenner.
Fréquentation : 55 444 festivaliers sur trois jours.

### Édition 2011
La direction du festival  annonce dès le quatrième trimestre 2010 que la troisième édition se déroulera sur trois jours, les 1er, 2 et 3 juillet. 33 groupes et artistes seront ainsi présents et l'installation de trois écrans géants est prévue. Une extension du site est également annoncée. Le premier groupe programmé a été plébiscité par les internautes : en effet, le site du festival proposait aux festivaliers de voter parmi des artistes régionaux s'étant produits l'année passée pour leur permettre de jouer à nouveau lors de cette édition. Ils avaient donc le choix entre : 64 Dollar Question, I Arkle, Kim Novak, Pop The Fish et Long Time To Lay A Track. C'est Pop The Fish qui a été plébiscité par les internautes et qui rejouera cette année à Beauregard.
L'année précédente ce système avait déjà été mis en place et avait permis au groupe Tremore de participer de nouveau au festival.
Le groupe Jesus Christ Fashion Barbe, vainqueur du tremplin AÖC organisé par la salle des musiques actuelles de Caen Le Cargö, sera également de la partie.

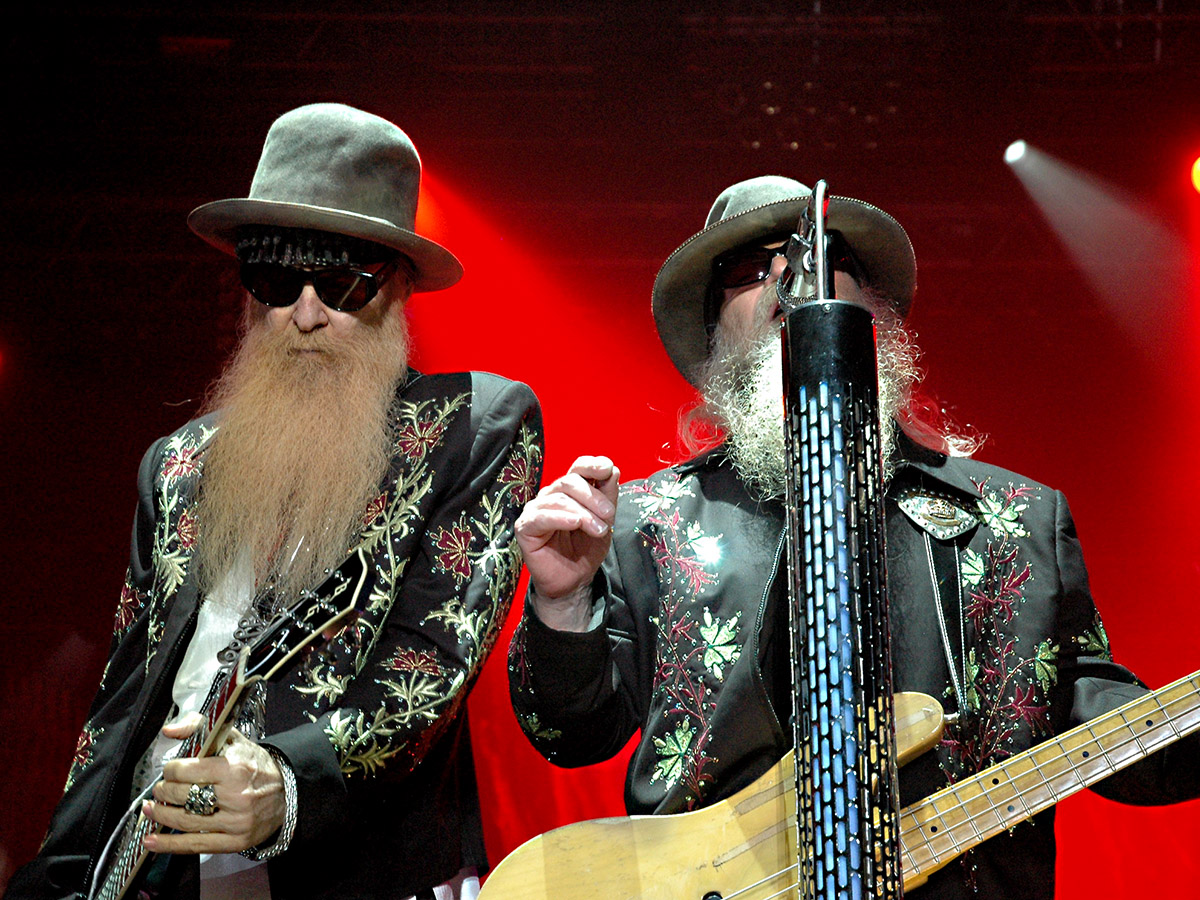
Les Texans de ZZ Top au festival de Beauregard en 2011.

La programmation complète a été dévoilée en grande partie le 15 mars 2011.
Vendredi 1 : Pop the fish, Groupe "Les Déferlantes" (association avec le festival Les Déferlantes d'Argelès-sur-mer), Gaëtan Roussel, Katerine, Kasabian, dEUS, Motörhead, Two Door Cinema Club, Birdy Nam Nam
Samedi 2 : The Repeaters, Jesus Christ Fashion Barbe, demi-finale du championnat de France de Air Guitar, Agnes Obel, Herman Dune, Morcheeba, Cold War Kids, AaRON, Concrete Knives, ZZ Top, Stromae, Da Brasilians
Dimanche 3 : Groupe Musilac (association avec le festival Musilac), Anna Calvi, Eels, The Ting Tings, Keziah Jones, The Kooks, Patrice, Archive, finale du championnat de France de Air Guitar, Zazie
Fréquentation : 50 000 festivaliers sur trois jours.

### Édition 2010

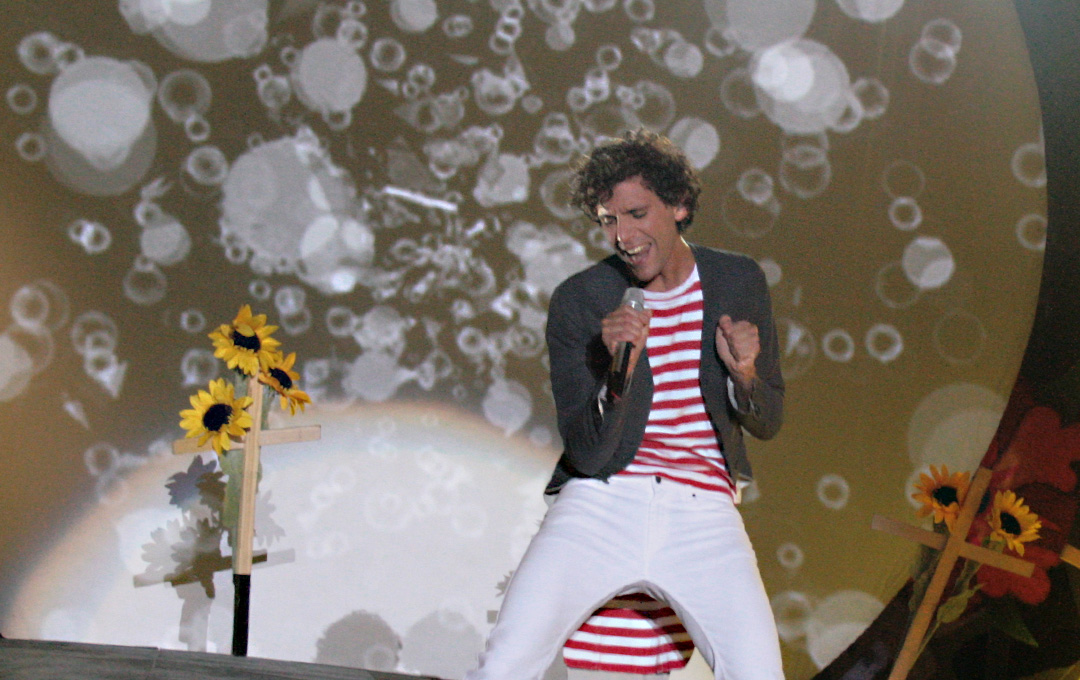
Mika sur la grande scène lors de l'édition 2010.

Elle a eu lieu du 2 au 3 juillet 2010. Le festival a accueilli les artistes suivants :
Vendredi 2 : Iggy Pop & the Stooges, Phoenix, Ghinzu, The XX, Rodrigo y Gabriela, Yuksek, Féloche, Luke, Tremore, Kim Novak, 64 Dollar Question, Local natives
Samedi 3 : Mika, La Roux, Damien Saez, Tété, Brigitte Fontaine, Nouvelle Vague, Le peuple de l'herbe, Long Time to Lay a  Track, Friendly Fires, I Arkle, Editors, Pop the fish
Fréquentation : 37 000 festivaliers sur deux jours

### Édition 2009
Elle a eu lieu du 3 au 4 juillet 2009. Ont été programmés :

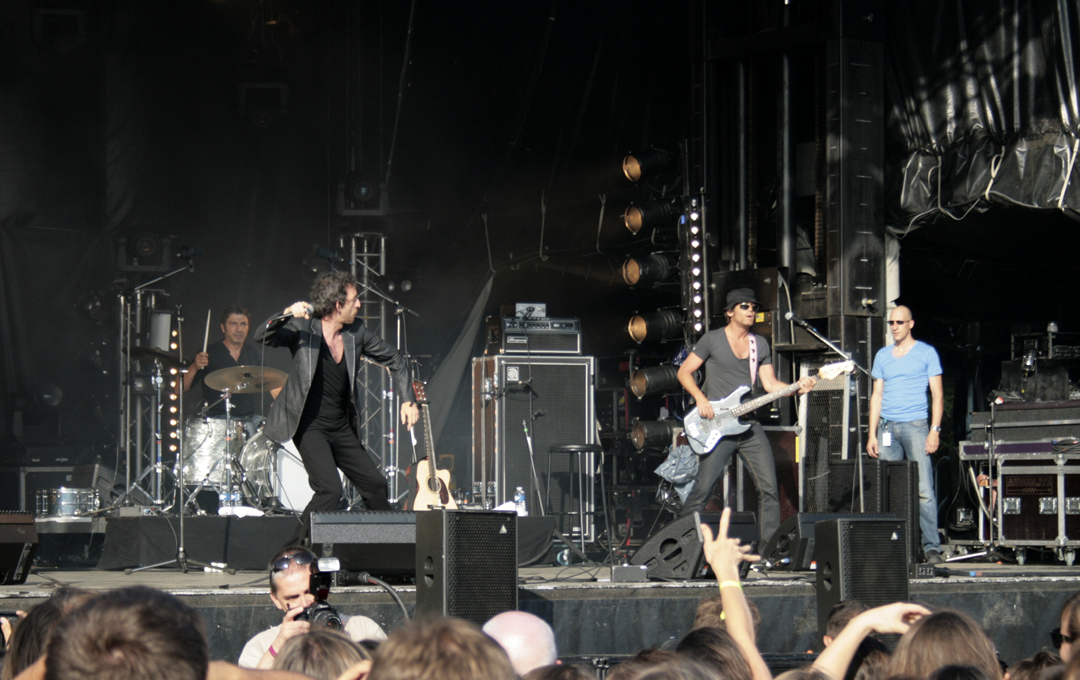
Arthur H sur la scène au cours de la première édition du festival de Beauregard en 2009

Vendredi 3 : Pete Doherty, Dub Inc., Cocoon, Charlie Winston, Arthur H, Editors, Mogwai, Hugh Coltman, Tremore, Porcelain, The Dodoz, Tahiti 80, Peter Digital Orchestra
Samedi 4 : The Virgins, Ayọ, Jason Mraz, The Gossip, BB Brunes, Guns of Brixton, Karkwa, Cornflakes Heroes, The Lanskies, Red, Lilea Narrative, Où E Zoé
Fréquentation : 20 000 festivaliers